# Drenge (antologi)
|  | For andre betydninger, se Drenge |
Drenge er en antologi fra 2006 som indeholder ti danske drengenoveller skrevet af ti danske børnebogsforfattere og udkommet på Forlaget Bagland. Samlingen er redigeret af Glenn Ringtved.

## Novellerne

### Den ledeste burner
Novellen er skrevet af Bjarne Dalsgaard Svendsen og er første novelle i samlingen.
Mathias er jyde og fra Århus. Han går på Århus-gymnasium i 1.g. En dag kommer gymnasiets sejeste fyr, Pelle, og spørger Mathias, om de skal lave graffiti. Mathias er kendt i graffiti-miljøet. Så en aften mødes Mathias og Pelle med nogle københavnere, og sammen bliver de rodet ud i en masse kriminalitet. Mathias indser efter en tur på politistationen, og hans møde med Lea, at der er andre veje at gå. 

### Tab og vind
Novellen er skrevet af Brian Christensen og er 2. novelle.
Andreas er klassens nørd men dog er han venner med skolens sejeste dreng Mikkel. Efter hver skoledag er det skaktid for de to drenge og de går i gang med de daglige skakpatier og snakke om skolens lækre piger. Så en dag begynder skoleinspektørens datter i klassen og straks er Mikkel i gang med at score. Men da Andreas begynder at tabe i skak og han lære mere den nye pige at kende. Mikkel vil irritere Andreas og han indser at der er andre lækre piger.

### Et godt udbytte
Novellen er skrevet af Carsten Folke Møller og er 3. novelle
Oz (Oskar) og Lasse er skolens seje drenge men alligevel er de hadet af skolens næst sejeste drenge Nicki og hans slæng. En aften er der en fest hos Nicki men Oz og Lasse er ikke helt inviteret da de lige kommer fra et indbrud, men Louise Oz's kæreste står i hoveddøren og han finder ud af at hun er et godt udbytte.

### Nemesis
Novellen er skrevet af Glenn Ringtved og er 4. novelle.
Drengene Lasse, Ht og Torp udtænkte en rigtig god plan efter deres egen mening men de får dårlig samvittighed da de ender med at sidde på skadestuen og politistationen. Især HT for det dårligt efter joken på Gokke Thomas.

### Nickos pige
Novellen er skrevet af Henrik Einspor og er 5. novelle.
Simon er i virkelige problemer da hele skolen får kastet nyheden ind på deres mobiler. Han har noget kørende med Kira fra Niende nemlig Nickos pige. Da klokken ringer ud til frikvater er Simon i knibe men hans bedteven Bjarke er hurtigt på banen til at hjælpe Simon.

### Det ender med Lilly
Novellen er skrevet af Henrik Hohle Hansen 6. novelle.
Sensommeraftenen inden første skoledag er ikke som Niels regner med, for inden han ved af det, ligger han i sengen og har sex med Lilly. Lilly fortæller Niels en hemmelighed han skal holde på, men kan han det?
| Bog | Spire Denne artikel om bøger og tidsskrifter er en spire som bør udbygges. Du er velkommen til at hjælpe Wikipedia ved at udvide den. |